# Grand Prix-wegrace van Duitsland 2009
De Grand Prix-wegrace van Duitsland 2009 was de negende race van het wereldkampioenschap wegrace-seizoen 2009. De race werd verreden op 19 juli 2009 op de Sachsenring nabij Hohenstein-Ernstthal, Duitsland.

## Uitslag

### MotoGP
| Pos | Nr | Rijder           | Constructeur | Rondes | Tijd        | Grid | Punten |
| --- | -- | ---------------- | ------------ | ------ | ----------- | ---- | ------ |
| 1   | 46 | Valentino Rossi  | Yamaha       | 30     | 41:21.769   | 1    | 25     |
| 2   | 99 | Jorge Lorenzo    | Yamaha       | 30     | +0.099      | 2    | 20     |
| 3   | 3  | Dani Pedrosa     | Honda        | 30     | +2.899      | 8    | 16     |
| 4   | 27 | Casey Stoner     | Ducati       | 30     | +10.226     | 3    | 13     |
| 5   | 15 | Alex de Angelis  | Honda        | 30     | +21.522     | 5    | 11     |
| 6   | 24 | Toni Elías       | Honda        | 30     | +30.852     | 17   | 10     |
| 7   | 33 | Marco Melandri   | Kawasaki     | 30     | +31.301     | 13   | 9      |
| 8   | 69 | Nicky Hayden     | Ducati       | 30     | +31.726     | 4    | 8      |
| 9   | 5  | Colin Edwards    | Yamaha       | 30     | +32.865     | 7    | 7      |
| 10  | 52 | James Toseland   | Yamaha       | 30     | +43.926     | 14   | 6      |
| 11  | 65 | Loris Capirossi  | Suzuki       | 30     | +57.375     | 9    | 5      |
| 12  | 88 | Niccolò Canepa   | Ducati       | 30     | +1:00.539   | 15   | 4      |
| 13  | 7  | Chris Vermeulen  | Suzuki       | 30     | +1:03.645   | 12   | 3      |
| 14  | 36 | Mika Kallio      | Ducati       | 30     | +1:04.155   | 10   | 2      |
| 15  | 41 | Gábor Talmácsi   | Honda        | 29     | +1 ronde    | 16   | 1      |
| DNF | 4  | Andrea Dovizioso | Honda        | 25     | Uitgevallen | 11   |        |
| DNF | 14 | Randy de Puniet  | Honda        | 0      | Ongeluk     | 6    |        |

### 250 cc
De race was gepland voor 29 ronden, maar vanwege hevige regenval werd de race gestopt. Later werd de race herstart over een afstand van 19 ronden.
| Pos | Nr | Rijder              | Constructeur | Rondes | Tijd                | Grid | Punten |
| --- | -- | ------------------- | ------------ | ------ | ------------------- | ---- | ------ |
| 1   | 58 | Marco Simoncelli    | Gilera       | 19     | 27:11.034           | 1    | 25     |
| 2   | 6  | Alex Debón          | Aprilia      | 19     | +0.479              | 7    | 20     |
| 3   | 19 | Álvaro Bautista     | Aprilia      | 19     | +0.528              | 3    | 16     |
| 4   | 4  | Hiroshi Aoyama      | Honda        | 19     | +0.866              | 4    | 13     |
| 5   | 40 | Héctor Barberá      | Aprilia      | 19     | +1.260              | 2    | 11     |
| 6   | 55 | Héctor Faubel       | Honda        | 19     | +5.972              | 8    | 10     |
| 7   | 41 | Aleix Espargaró     | Aprilia      | 19     | +8.721              | 9    | 9      |
| 8   | 12 | Thomas Lüthi        | Aprilia      | 19     | +8.762              | 11   | 8      |
| 9   | 35 | Raffaele De Rosa    | Honda        | 19     | +19.176             | 17   | 7      |
| 10  | 15 | Roberto Locatelli   | Gilera       | 19     | +27.950             | 14   | 6      |
| 11  | 25 | Alex Baldolini      | Aprilia      | 19     | +29.601             | 12   | 5      |
| 12  | 52 | Lukáš Pešek         | Aprilia      | 19     | +38.299             | 13   | 4      |
| 13  | 48 | Shoya Tomizawa      | Honda        | 19     | +51.940             | 18   | 3      |
| 14  | 16 | Jules Cluzel        | Aprilia      | 19     | +52.919             | 15   | 2      |
| 15  | 8  | Bastien Chesaux     | Honda        | 19     | +1:06.786           | 23   | 1      |
| 16  | 7  | Axel Pons           | Aprilia      | 19     | +1:20.573           | 24   |        |
| 17  | 54 | Toby Markham        | Aprilia      | 18     | +1 ronde            | 22   |        |
| 18  | 10 | Imre Tóth           | Aprilia      | 18     | +1 ronde            | 19   |        |
| 19  | 66 | Joakim Stensmö      | Honda        | 17     | +2 ronden           | 25   |        |
| 20  | 53 | Valentin Debise     | Honda        | 15     | +4 ronden           | 21   |        |
| DNF | 75 | Mattia Pasini       | Aprilia      | 16     | Ongeluk             | 6    |        |
| DNF | 63 | Mike Di Meglio      | Aprilia      | 16     | Ongeluk             | 10   |        |
| DNF | 17 | Karel Abraham       | Aprilia      | 8      | Uitgevallen         | 5    |        |
| DNF | 56 | Vladimir Leonov     | Aprilia      | 0      | Ongeluk             | 20   |        |
| DNS | 14 | Ratthapark Wilairot | Honda        | 0      | Niet gestart        | 16   |        |
| DNQ | 67 | Robin Halen         | Aprilia      | 0      | Niet gekwalificeerd |      |        |
| DNQ | 65 | Marcel Becker       | Yamaha       | 0      | Niet gekwalificeerd |      |        |

### 125 cc
| Pos | Nr | Rijder               | Constructeur | Rondes | Tijd                | Grid | Punten |
| --- | -- | -------------------- | ------------ | ------ | ------------------- | ---- | ------ |
| 1   | 60 | Julián Simón         | Aprilia      | 27     | 39:57.337           | 1    | 25     |
| 2   | 33 | Sergio Gadea         | Aprilia      | 27     | +9.415              | 14   | 20     |
| 3   | 6  | Joan Olivé           | Derbi        | 27     | +17.559             | 12   | 16     |
| 4   | 18 | Nicolás Terol        | Aprilia      | 27     | +17.587             | 5    | 13     |
| 5   | 44 | Pol Espargaró        | Derbi        | 27     | +19.740             | 19   | 11     |
| 6   | 11 | Sandro Cortese       | Derbi        | 27     | +20.778             | 15   | 10     |
| 7   | 29 | Andrea Iannone       | Aprilia      | 27     | +20.908             | 22   | 9      |
| 8   | 99 | Danny Webb           | Aprilia      | 27     | +38.221             | 17   | 8      |
| 9   | 77 | Dominique Aegerter   | Derbi        | 27     | +38.434             | 23   | 7      |
| 10  | 71 | Tomoyoshi Koyama     | Loncin       | 27     | +40.085             | 13   | 6      |
| 11  | 35 | Randy Krummenacher   | Aprilia      | 27     | +44.127             | 33   | 5      |
| 12  | 78 | Marcel Schrötter     | Honda        | 27     | +45.051             | 4    | 4      |
| 13  | 39 | Luis Salom           | Aprilia      | 27     | +59.604             | 30   | 3      |
| 14  | 16 | Cameron Beaubier     | KTM          | 27     | +1:18.157           | 28   | 2      |
| 15  | 79 | Daniel Kartheininger | Honda        | 27     | +1:20.825           | 26   | 1      |
| 16  | 93 | Marc Márquez         | KTM          | 27     | +1:25.137           | 3    |        |
| 17  | 7  | Efrén Vázquez        | Derbi        | 27     | +1:30.427           | 8    |        |
| 18  | 69 | Lukáš Šembera        | Aprilia      | 27     | +1:30.528           | 20   |        |
| 19  | 53 | Jasper Iwema         | Honda        | 26     | +1 ronde            | 11   |        |
| 20  | 32 | Lorenzo Savadori     | Aprilia      | 26     | +1 ronde            | 25   |        |
| 21  | 76 | Toni Finsterbusch    | Honda        | 26     | +1 ronde            | 29   |        |
| 22  | 80 | Damien Raemy         | Honda        | 26     | +1 ronde            | 35   |        |
| 23  | 14 | Johann Zarco         | Aprilia      | 26     | +1 ronde            | 34   |        |
| 24  | 87 | Luca Marconi         | Aprilia      | 26     | +1 ronde            | 32   |        |
| DNF | 45 | Scott Redding        | Aprilia      | 19     | Uitgevallen         | 24   |        |
| DNF | 17 | Stefan Bradl         | Aprilia      | 18     | Ongeluk             | 16   |        |
| DNF | 73 | Takaaki Nakagami     | Aprilia      | 17     | Uitgevallen         | 7    |        |
| DNF | 24 | Simone Corsi         | Aprilia      | 16     | Uitgevallen         | 9    |        |
| DNF | 94 | Jonas Folger         | Aprilia      | 15     | Ongeluk             | 21   |        |
| DNF | 88 | Michael Ranseder     | Aprilia      | 8      | Ongeluk             | 10   |        |
| DNF | 8  | Lorenzo Zanetti      | Aprilia      | 6      | Uitgevallen         | 18   |        |
| DNF | 81 | Eeki Kuparinen       | Honda        | 4      | Ongeluk             | 31   |        |
| DNF | 38 | Bradley Smith        | Aprilia      | 4      | Ongeluk             | 2    |        |
| DNF | 12 | Esteve Rabat         | Aprilia      | 1      | Ongeluk             | 27   |        |
| DNF | 5  | Alexis Masbou        | Loncin       | 1      | Ongeluk             | 6    |        |
| DNQ | 10 | Luca Vitali          | Aprilia      | 0      | Niet gekwalificeerd |      |        |

## Tussenstand na wedstrijd

### MotoGP
| Pos | Nr | Rijder          | Team   | Punten |
| --- | -- | --------------- | ------ | ------ |
| 1   | 46 | Valentino Rossi | Yamaha | 176    |
| 2   | 99 | Jorge Lorenzo   | Yamaha | 162    |
| 3   | 27 | Casey Stoner    | Ducati | 148    |
| 4   | 3  | Dani Pedrosa    | Honda  | 108    |
| 5   | 5  | Colin Edwards   | Yamaha | 83     |

### 250 cc
| Pos | Nr | Rijder           | Team    | Punten |
| --- | -- | ---------------- | ------- | ------ |
| 1   | 4  | Hiroshi Aoyama   | Honda   | 134    |
| 2   | 19 | Álvaro Bautista  | Aprilia | 124    |
| 3   | 40 | Héctor Barberá   | Aprilia | 109    |
| 4   | 58 | Marco Simoncelli | Gilera  | 101    |
| 5   | 75 | Mattia Pasini    | Aprilia | 64     |

### 125 cc
| Pos | Nr | Rijder         | Team    | Punten |
| --- | -- | -------------- | ------- | ------ |
| 1   | 60 | Julián Simón   | Aprilia | 129    |
| 2   | 33 | Sergio Gadea   | Aprilia | 104    |
| 3   | 38 | Bradley Smith  | Aprilia | 98.5   |
| 4   | 29 | Andrea Iannone | Aprilia | 93.5   |
| 5   | 18 | Nicolás Terol  | Aprilia | 81.5   |

1925 · 1926 · 1927 · 1928 · 1929 · 1930 · 1931 · 1933 · 1934 · 1935 · 1936 · 1937 · 1938 · 1939 · 1949 · 1950 · 1951 · 1952 · 1953 · 1954 · 1955 · 1956 · 1957 · 1958 · 1959 · 1960 · 1961 · 1962 · 1963 · 1964 · 1965 · 1966 · 1967 · 1968 · 1969 · 1970 · 1971 · 1972 · 1973 · 1974 · 1975 · 1976 · 1977 · 1978 · 1979 · 1980 · 1981 · 1982 · 1983 · 1984 · 1985 · 1986 · 1987 · 1988 · 1989 · 1990 · 1991 · 1992 · 1993 · 1994 · 1995 · 1996 · 1997 · 1998 · 1999 · 2000 · 2001 · 2002 · 2003 · 2004 · 2005 · 2006 · 2007 · 2008 · 2009 · 2010 · 2011 · 2012 · 2013 · 2014 · 2015 · 2016 · 2017 · 2018 · 2019 · 2021 · 2022 · 2023 · 2024 · 2025